# 李宏 (西凉)
李宏（?—?），字士赞，《资治通鉴》作李密，陇西狄道（今甘肃临洮县）人。

## 生平
李宏是西凉武昭王第八子，李谭、李歆、李让、李愔、李恂、李翻、李豫的弟弟、李眺、李亮的哥哥。李宏官至前将军、中华令。嘉兴四年七月（420年），李宏的二哥西凉后主李歆被沮渠蒙逊击败后杀死，他和六哥李翻、七哥新城太守李豫、九弟左将军李眺、十弟右将军李亮等人向西逃到敦煌，沮渠蒙逊因此进入酒泉。

## 家族
陇西李氏世系图